# 欧洲木莓

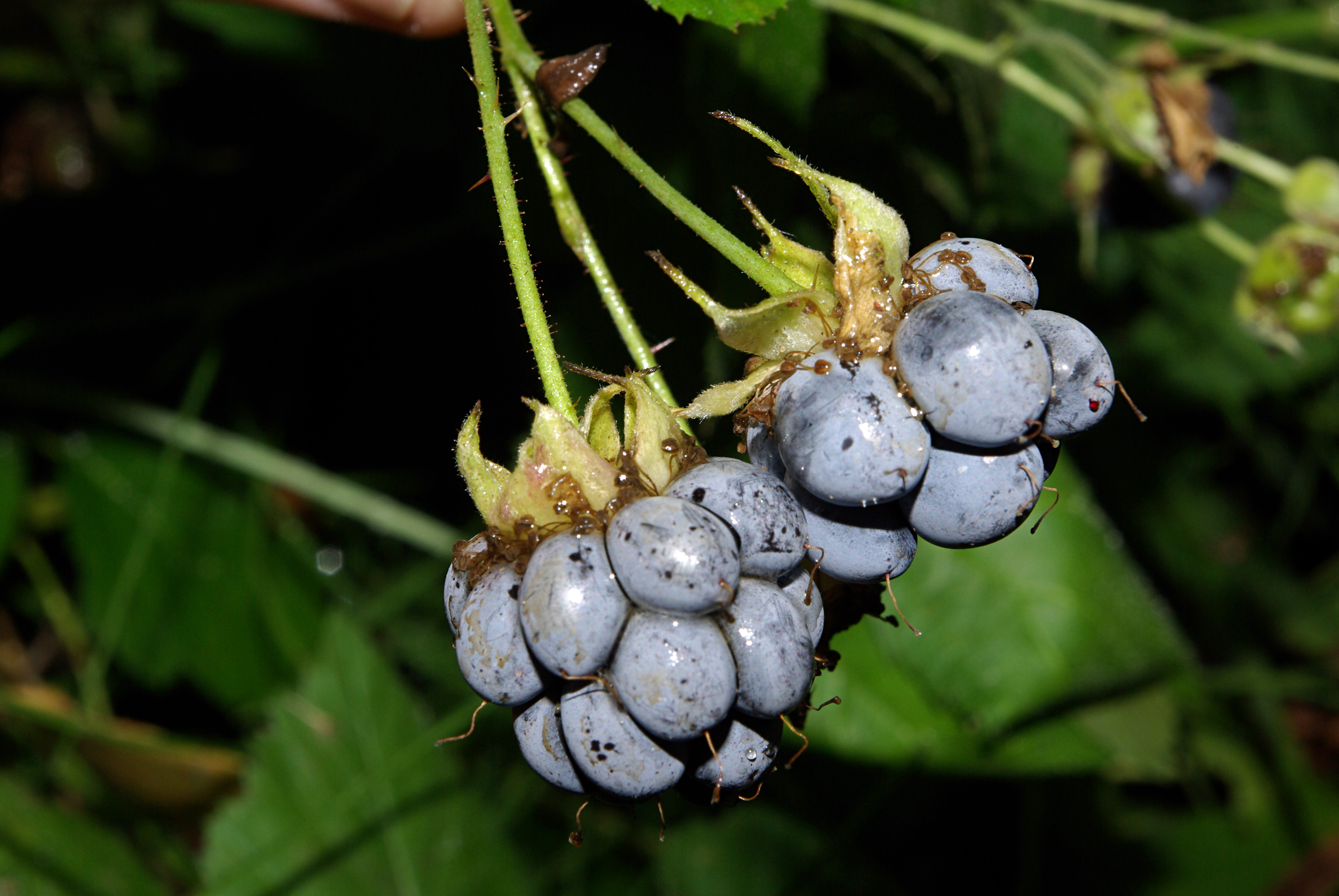
果實

欧洲木莓又名歐洲露莓（学名：Rubus caesius）是蔷薇科悬钩子属的植物。分布于西亚、小亚细亚、西欧、北美、俄罗斯以及中国大陆新疆等地，生长于海拔1,000至1,500（3,300至4,900英尺）的地区，一般生于山谷林下及河谷边，目前尚未由人工引种栽培。